# Edzell Castle

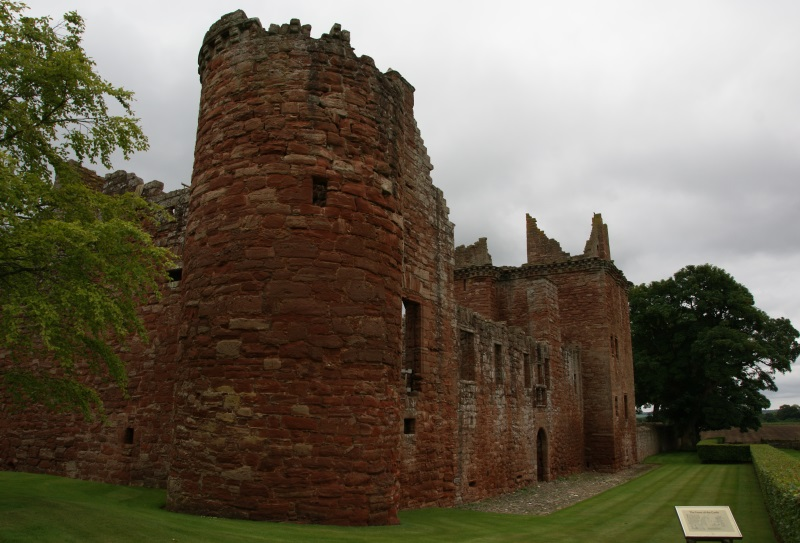
Edzell Castle gezien vanuit het noordwesten.

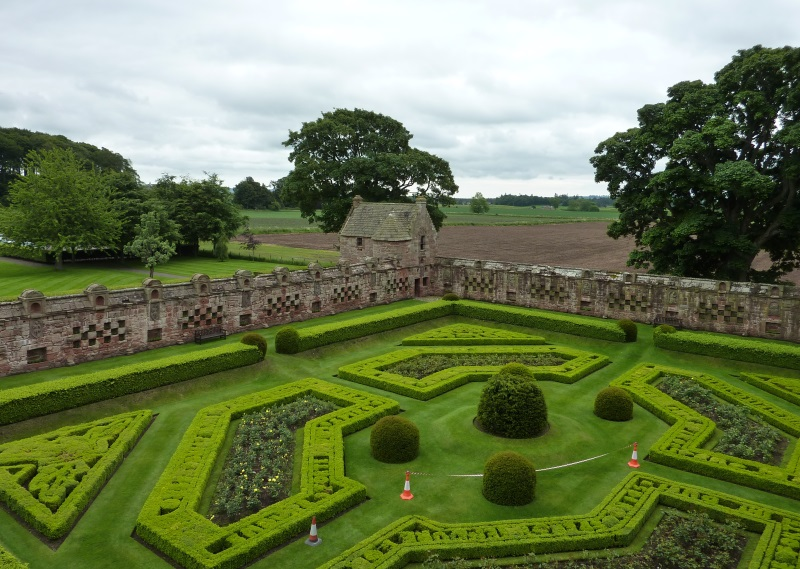
De tuin uit 1604 met achteraan in het midden het zomerhuis.

Edzell Castle is een zestiende-eeuws kasteel met een vroegzeventiende-eeuwse tuin in Renaissance-stijl, gelegen in Edzell in de Schotse regio Angus. Het kasteel was eigendom van de familie Lindsay.

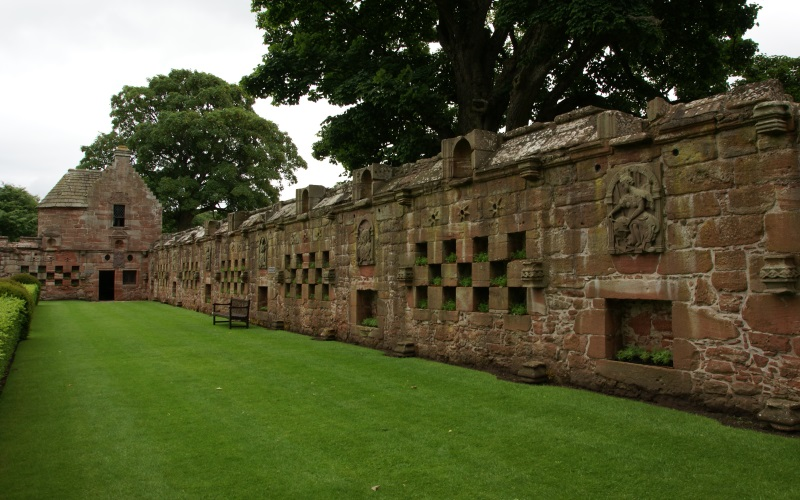
De zuidelijke muur van de tuin met de afbeeldingen van de zeven vrije kunsten.

## Geschiedenis
Het eerste kasteel bij Edzell was een mottekasteel opgetrokken uit aarde en hout, dat driehonderd meter ten zuidwesten van het huidige kasteel lag. Dit eerste kasteel werd in de twaalfde eeuw gebouwd door de familie Abbott. Naast dit kasteel bevond zich de oude parochiekerk. Rond deze kerk ontstond het dorp Slateford. De plaats Edzell ontstond pas in de negentiende eeuw en het was in 1818 dat daar een parochiekerk werd geopend. Van het dorp, het mottekasteel en de oude parochiekerk zijn in de 21e eeuw nog enkel de motteheuvel, de begraafplaats en de Lindsay Burial Aisle overgebleven.
De familie Abbott werd door de familie Stirling van Glenesk opgevolgd als heren van Edzell. In 1358 huwde Katherine, dochter van Sir John Stirling en erfgename, Sir Alexander de Lindsay, waardoor de familie Lindsay de heren van Edzell werden. In 1381 volgde Sir David Lindsay zijn vader Alexander op. Niet lang daarna verkreeg hij de titel graaf van Crawford. In het midden van de veertiende eeuw vermaakte zijn kleinzoon en derde graaf het landgoed Edzell als erfenis aan zijn jongere zoon Walter.
Tussen 1513 en 1558 bewoonde David Lindsay, negende graaf van Crawford het landgoed. Hij startte de bouw van het huidige kasteel, dat iets ten noordoosten van het mottekasteel werd opgetrokken. Zijn zoon volgde hem als heer van Edzell op in 1558.
In 1562 verbleef Mary, Queen of Scots voor twee nachten in het kasteel en hield er een bijeenkomst met haar raadgevers, terwijl zij op weg was naar het noorden om de macht van de graaf van Huntly in te perken.
Op 28 juni 1580 bezocht haar zoon Jacobus VI het kasteel. Sir David Lindsay verkreeg het jaar erop een ridderschap van de koning, die in augustus 1589 wederom Edzell Castle bezocht. In 1598 werd Sir David opgenomen in de kring van raadgevers van de koning.
Sir David voegde een noordvleugel toe aan het kasteel en begon aan de bouw van een ommuurde tuin. Sir David overleed in 1610; de tuin was toen nog niet af.
Zijn zoon David vermoordde in 1607 zijn neef Alexander Lindsay, Lord Spynie, in een straatgevecht in Edinburgh. Sir David was een Convenanter, die in de jaren veertig van de zeventiende eeuw streed tegen Karel I.
In september 1651 werd Edzell Castle ingenomen door Engelse troepen toen Oliver Cromwell Schotland binnenviel; zij bleven een maand in het kasteel gelegerd.
In 1715 moest David, de laatste Lindsay die Heer Edzell was, het kasteel wegens schulden verkopen aan de graaf van Panmure en moest vervolgens als stalknecht aan de kost komen. Lord Penmure raakte zijn eigendommen kwijt na de mislukte Jacobitische opstand van 1715-1716. Het kasteel werd gekocht door de York Buildings Company die het kasteel als steengroeve gebruikte. Tijdens de Jacobitische opstand van 1745 werd het kasteel voor de regering bezet door Argyll Highlanders die het kasteel verder beschadigden. In 1764 werd het kasteel verder ontmanteld om geld te genereren voor de schuldeisers van de inmiddels failliet gegane York Buildings Company.
De ruïne van Edzell Castle werd gekocht door William Maule, graaf Panmure van Forth, en werd geërfd door diens neef, de achtste graaf van Dalhousie. In 1932 werd de tuin in staatsbeheer genomen en in 1935 volgde het kasteel.

## Bouw

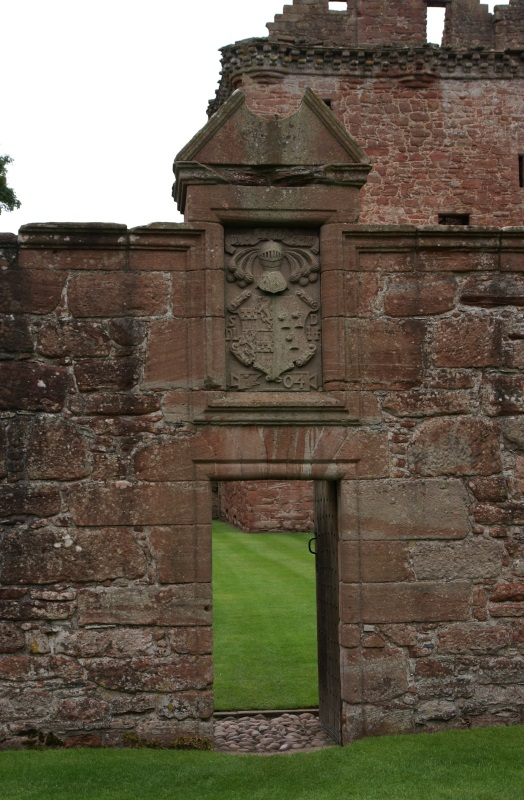
Oostelijke toegang van de tuin met erboven het wapen van de familie Lindsay.

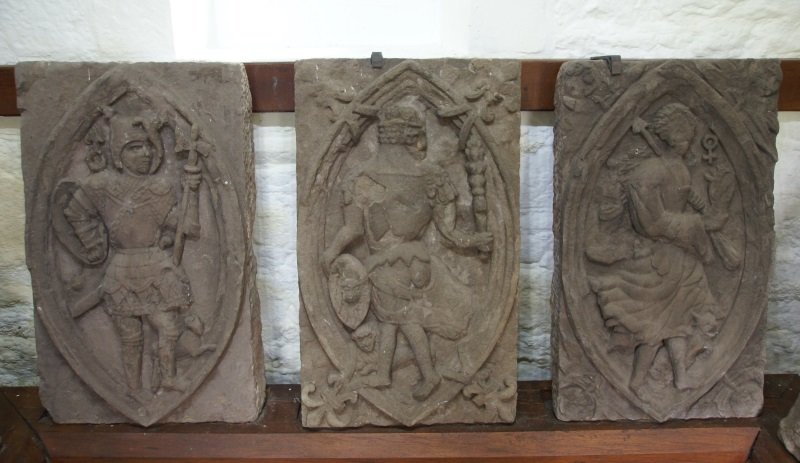
Drie van de zeven planetaire goden: Mars, Sol en Venus.

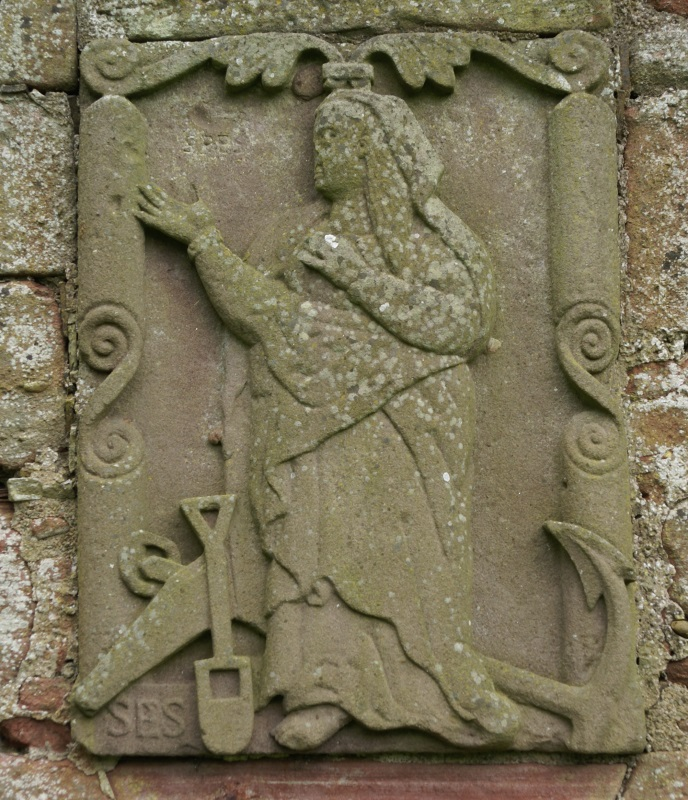
Een van de zeven kardinale deugden: Spes.

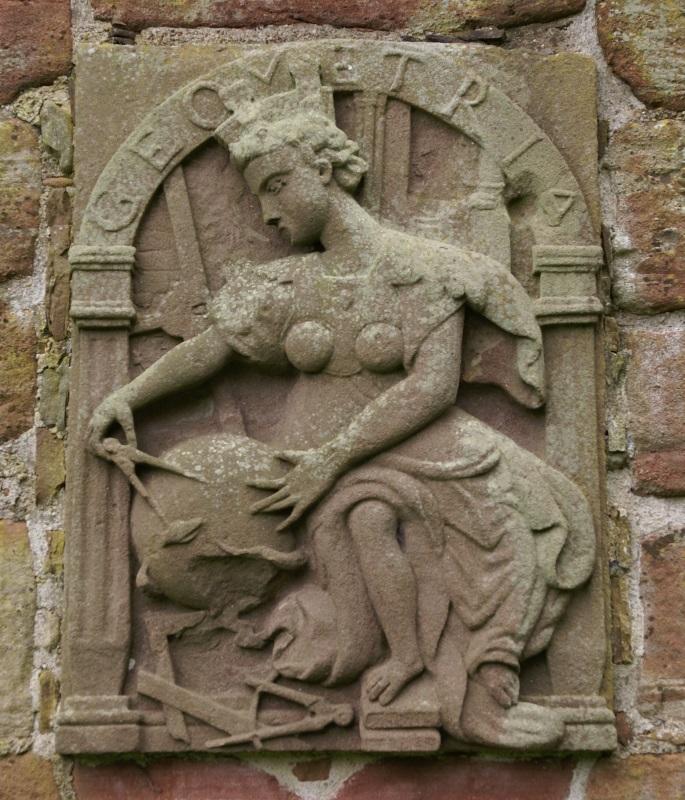
Een van de zeven vrije kunsten: Geometrica.

### Kasteel
Edzell Castle werd opgetrokken in rode zandsteen en bestaat uit een woontoren met aangelegen vleugels. De zestiende-eeuwse woontoren heeft een L-vormige plattegrond. Aan de noordzijde van deze woontoren bevindt zich de westelijke vleugel, die in de lengte ligt op de as noordwest-zuidoost. Aan de noordwestelijke zijde ligt de noordelijke vleugel. Aan de zuidoostelijke zijde van de woontoren met aangebouwde vleugels ligt de ommuurde binnenplaats, die min of meer vierkant van vorm is. Ten zuidoosten van dit complex ligt de ommuurde tuin uit 1604 met in de zuidoostelijke hoek (de fundamenten van) een badhuis en in de zuidwestelijke hoek een zomerhuis. De stenen versieringen van de tuinmuren zijn uniek.
De woontoren bestaat uit vier verdiepingen met zolder en had oorspronkelijk een stenen balustrade. De toegang tot de woontoren bevindt zich aan de noordelijke zijde. Het hoofdblok is 13,5 meter bij 10,4 meter groot en het noordoostelijke blok van de "L" is 4,7 meter bij 1,8 meter groot.
De westelijke vleugel werd rond 1550 gebouwd en bevat onder meer de toegangspoort, een keuken en een grote hal. Met de bouw van de noordelijke vleugel kwam er een nieuwe keuken en een nieuwe hal. In de oostelijke vleugel bevonden zich vermoedelijk de stallen.

### Tuin
De tuin is een rechthoek van 43,6 meter bij 52,4 meter groot. De oostelijke, zuidelijke en westelijke muur van de vroegzeventiende-eeuwse tuin zijn verdeeld in compartimenten. Het midden van de muur bestaat uit een rangschikking van nissen en vlakken die een schaakbordpatroon volgen. De vlakken waren ooit blauw geschilderd en in de nissen bevonden zich witte bloemen. Dit zijn de kleuren van de familie Lindsay. Hierboven zijn zevenpuntige sterren afgebeeld, die zich eveneens in het familiewapen bevinden. In het midden van elke ster bevindt een nis waarin vogels konden nestelen.
Tussen de compartimenten met de nissen en vlakken bevinden zich compartimenten met een ovale nis voor bloemen met erboven een gebeeldhouwd paneel.
Op de oostelijke en zuidelijke muur zijn grote stenen aangebracht waarin zich een nis bevindt waarin beelden konden worden geplaatst. Dat de westelijke muur deze nissen ontbeert, is een teken dat het werk vroegtijdig werd afgerond toen Lord Edzell in 1610 overleed.
De gebeeldhouwde panelen volgen een drietal thema's. Op de oostelijke muur worden de zeven planetaire goden afgebeeld, op de westelijke muur de zeven kardinale deugden en op de zuidelijke muur de zeven vrije kunsten.
De planetaire goden zijn afgebeeld als Griekse of Romeinse goden/godinnen. Van zuid naar noord op de oostelijke muur bevinden zich Luna, Mercurius, Venus, Sol, Mars, Jupiter en Saturnus. Het werk van de Duitse artiest Iorg Bentz, een leerling van Albrecht Dürer, uit 1528-1529 diende als voorbeeld voor deze gebeeldhouwde panelen. De originele panelen bevinden zich in het zomerhuis; op de muur zijn replica's aangebracht.
De zeven kardinale deugden bestaan uit de drie christelijke deugden Fides (trouw), Spes (hoop) en Caritas (liefdadigheid) en de vier morele deugden Prudentia (wijsheid), Temperantia (gematigdheid), Fortitudo (moed) en Iustitia (rechtvaardigheid).
De vrije kunsten representeren het curriculum dat op Europese universiteiten werd onderwezen in de late Middeleeuwen en in de Renaissance. De afbeeldingen tonen Grammatica, Retorica, Dialectica, Aritmetica, Musica, Geometria, Astronomia.
De ontwerpen voor de zeven kardinale deugden en de vrije kunsten zijn afkomstig van de Vlaamse artiest Maerten de Vos. Naar zijn ontwerpen maakten respectievelijk Johannes Sadeler en Crispijn van de Passe de Oude gravures van de vrije kunsten en de kardinale deugden.

## Folklore
Een verhaal vertelt dat een van de lairds van Lindsay werd vervloekt door een zigeunervrouw, nadat hij haar zonen had opgehangen wegens stroperij. De zwangere vrouw van de laird stierf diezelfde dag en de laird zelf werd opgegeten door wolven, zoals de zigeunervrouw had voorspeld.
Er bestaat een verhaal dat Edzell Castle wordt bezocht door een White Lady (Witte Dame), namelijk de geest van Catherine Campbell, de tweede vrouw van David Lindsay, de negende graaf van Crawford. Zij stierf in 1578, maar zou levend zijn begraven in het familiegraf.

## Beheer
Edzell Castle wordt beheerd door Historic Environment Scotland, net als het nabijgelegen overblijfsel van de oude kerk van Edzell genaamd Lindsay Burial Aisle. De tuin van Edzell Castle werd in de jaren dertig van de negentiende eeuw aangeplant als formele tuin.